# Ricardo Margarit
Ricardo Margarit i Calvet (* 8. Dezember 1884 in Rubí; † 30. Dezember 1974 in Barcelona) war ein spanischer Ruderer.

## Werdegang
Ricardo Margarit trat bei den Olympischen Sommerspielen 1900 in Paris zusammen mit Juan Camps, José Fórmica, Antonio Vela und Steuermann Orestes Quintana in der Vierer mit Steuermann-Regatta an. Die spanische Crew schied als Zweitplatzierter im Vorlauf aus.